# Rovellasca
Rovellasca là một đô thị ở tỉnh Como trong vùng Lombardia, có cự ly khoảng 25 km về phía tây bắc của Milano và khoảng 15 km về phía nam của Como. Tại thời điểm ngày 31 tháng 12 năm 2004, đô thị này có dân số 6.721 người và diện tích là 3,5 km².
Đô thị Rovellasca có các frazione (đơn vị trực thuộc) Manera.
Rovellasca giáp các đô thị: Bregnano, Lazzate, Lomazzo, Misinto, Rovello Porro.
Giovanni Battista Grassi sinh ra ở đây.